# Willi Bernhardt
Willi Heinrich Bernhardt (* 27. Juni 1928 in Drommershausen; † 31. Januar 2020 in Aßlar) war ein deutscher Unternehmer und Verbandsfunktionär im Zentralverband Deutsches Kraftfahrzeuggewerbe sowie Träger des Bundesverdienstkreuzes am Bande des Verdienstordens der Bundesrepublik Deutschland.

## Leben
Willi Bernhardt entstammte einem alten nassau-weilburgischen Schmiedemeistergeschlecht, das sich im frühen 18. Jahrhundert auch nach Frankfurt am Main verzweigte. Er entspross dem Drommershäuser Zweig und wurde als zweiter von drei Söhnen des Modellschlossers Heinrich Karl Bernhardt II. und der Hilda Johanna Bernhardt geb. Saam geboren.
1950 hatte er mit seinem älteren Bruder Erich Bernhardt (1926–2013) in Wetzlar den LKW-Bremsendienst Bremsen-Bernhardt gegründet, den er in den folgenden Jahren allein übernahm und in Aßlar weiter ausbaute.
Der Meister im Kfz-Mechaniker-Handwerk engagierte sich neben der Führung seines Nutzfahrzeugbetriebes in vielfältiger Weise auf allen Ebenen für die Kfz-Branche und der Handwerksorganisation. Ab 1954 gehörte er dem Vorstand der Kfz-Innung des Landkreises Wetzlar (heute Lahn-Dill-Kreis) an, war ab 1971 zunächst deren stellvertretender Obermeister, und von 1975 bis 1996, über 20 Jahre, deren Obermeister, anschließend Ehrenobermeister. Bei der Kreishandwerkerschaft Wetzlar bekleidete er ab 1978 das Amt des stellvertretenden Kreishandwerksmeisters und stand ihr von 1981 bis 1996 als Kreishandwerksmeister vor, anschließend wurde er zum Ehrenkreishandwerksmeister ernannt. Zusätzlich hatte er das Amt des Vorsitzenden des Gesellenprüfungsausschusses ausgefüllt.
Seine besondere Tatkraft galt dem Nutzfahrzeug. Im 1972 gebildeten Zentralverband Deutsches Kraftfahrzeuggewerbe (ZDK)-Ausschuss Nutzfahrzeuge führte er den Vorsitz von Beginn an bis 1991, darauf vertrat er den Landesverband Hessen darin weiter bis 2001. Im ZDK-Ausschuss Technik, Sicherheit und Umwelt arbeitete er ebenso engagiert über 25 Jahre lang mit. Ab 1984 gehörte Willi Bernhardt der Vollversammlung und ab 1989 dem Vorstand der Handwerkskammer Wiesbaden jeweils bis 1999 an. Sein vielfältiges Engagement als Vertreter der Handwerksinteressen galt auch dem handwerklichen Nachwuchs. Auf seine Initiative kamen Partnerschaft und Lehrlingsaustausch zwischen der Kreishandwerkerschaft in Wetzlar und der Handwerkskammer in Avignon zustande, die anschließend zur Partnerschaft der Kammer in Avignon mit der Handwerkskammer Wiesbaden ausgebaut wurde.
Sein Nutzfahrzeugbetrieb wurde im Laufe der Jahre um die Pkw-Marken Mitsubishi, Chevrolet, Jeep und Dodge erweitert. Die Geschäftsführung übertrug Willi Bernhardt, der aus der Ehe mit Heidi geborene Bubinger (1932–2021) aus Frankfurt a. M. den Sohn Jochen und die Tochter Elke hatte, seinem Sohn.

## Ehrungen
- Im Juni 1994 verlieh Bundespräsident Richard von Weizsäcker, auf Vorschlag des Ministerpräsidenten des Landes Hessen, Hans Eichel, Willi Bernhardt das Bundesverdienstkreuz am Bande.[6]

- Nach seinen aktiven Tätigkeiten als Vorstandsvorsitzender wurde Willi Bernhardt zum
  - Ehrenkreishandwerksmeister der Kreishandwerkerschaft Lahn-Dill sowie zum
  - Ehrenobermeister der Innung des Kraftfahrzeuggewerbes Lahn-Dill ernannt.[7]